# Jaskółki (podrodzina)
Jaskółki (Hirundininae) – podrodzina ptaków z rodziny jaskółkowatych (Hirundinidae).

## Występowanie
Podrodzina obejmuje gatunki występujące na wszystkich kontynentach poza Antarktydą.

## Systematyka
Do podrodziny należą następujące rodzaje:
- Psalidoprocne Cabanis, 1851
- Pseudhirundo Roberts, 1922 – jedynym przedstawicielem jest Pseudhirundo griseopyga (Sundevall, 1850) – szarorzytka
- Cheramoeca Cabanis, 1851 – jedynym przedstawicielem jest Cheramoeca leucosterna (Gould, 1841) – chera
- Phedina Bonaparte, 1855 – jedynym przedstawicielem jest Phedina borbonica (J.F. Gmelin, 1789) – smugówka malgaska
- Neophedina Roberts, 1922 – jedynym przedstawicielem jest Neophedina cincta (Boddaert, 1783) – pasmówka
- Phedinopsis Wolters, 1971 – jedynym przedstawicielem jest Phedinopsis brazzae (Oustalet, 1886) – smugówka kongijska
- Riparia T. Forster, 1817
- Tachycineta Cabanis, 1851
- Stelgidopteryx S.F. Baird, 1858
- Atticora Gould, 1842
- Pygochelidon S.F. Baird, 1865
- Alopochelidon Ridgway, 1903 – jedynym przedstawicielem jest Alopochelidon fucata (Temminck, 1822) – jaskółeczka rudogłowa
- Orochelidon Ridgway, 1903
- Progne Boie, 1826
- Ptyonoprogne Reichenbach, 1850
- Hirundo Linnaeus, 1758
- Delichon F. Moore, 1854
- Petrochelidon Cabanis, 1851
- Cecropis Boie, 1826